# Tecciztécatl

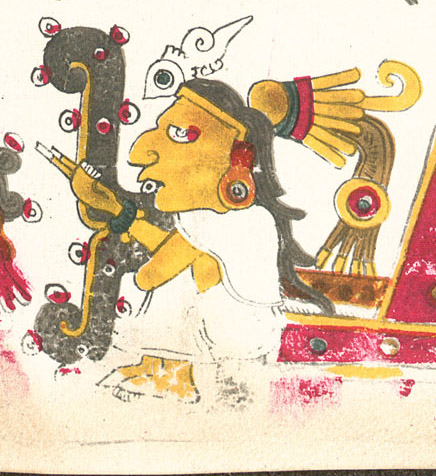
Tecciztécatl descrito en el Códice Borgia.

Tecciztécatl (del náhuatl: tecciztecatl ‘morador del caracol’‘tecciztli, caracol y por extensión luna; tecatl, morador de, habitante de, persona de’) En la mitología mexica la personificación de la soberbia, es también el dios que se convirtió en la Luna, que pudo haber sido el Sol pero retrocedió ante la prueba, y en su lugar Nanahuatzin se convirtió en el astro del día. En algunos mitos, es homólogo del misterioso Tezcatlipoca, el cielo nocturno, antagonista de Huitzilopochtli.
También es conocido como Tecuciztécatl o Tecuciztécal.